# ددماشن
ددماشن (به ارمنی: Դդմաշեն) یک شهر در ارمنستان است که در استان گغارکونیک واقع شده‌است. ددماشن در  کیلومتری شمال گاوار، مرکز استان گغارکونیک واقع شده است.

## خصوصیات
ددماشن ۱٫۸۶ کیلومترمربع مساحت و ۲٬۳۴۳ نفر جمعیت دارد و ۱٬۷۹۸ متر بالاتر از سطح دریا واقع شده‌است.  در  کیلومتری شمال گاوار، مرکز استان گغارکونیک واقع شده است.

## نگارخانه

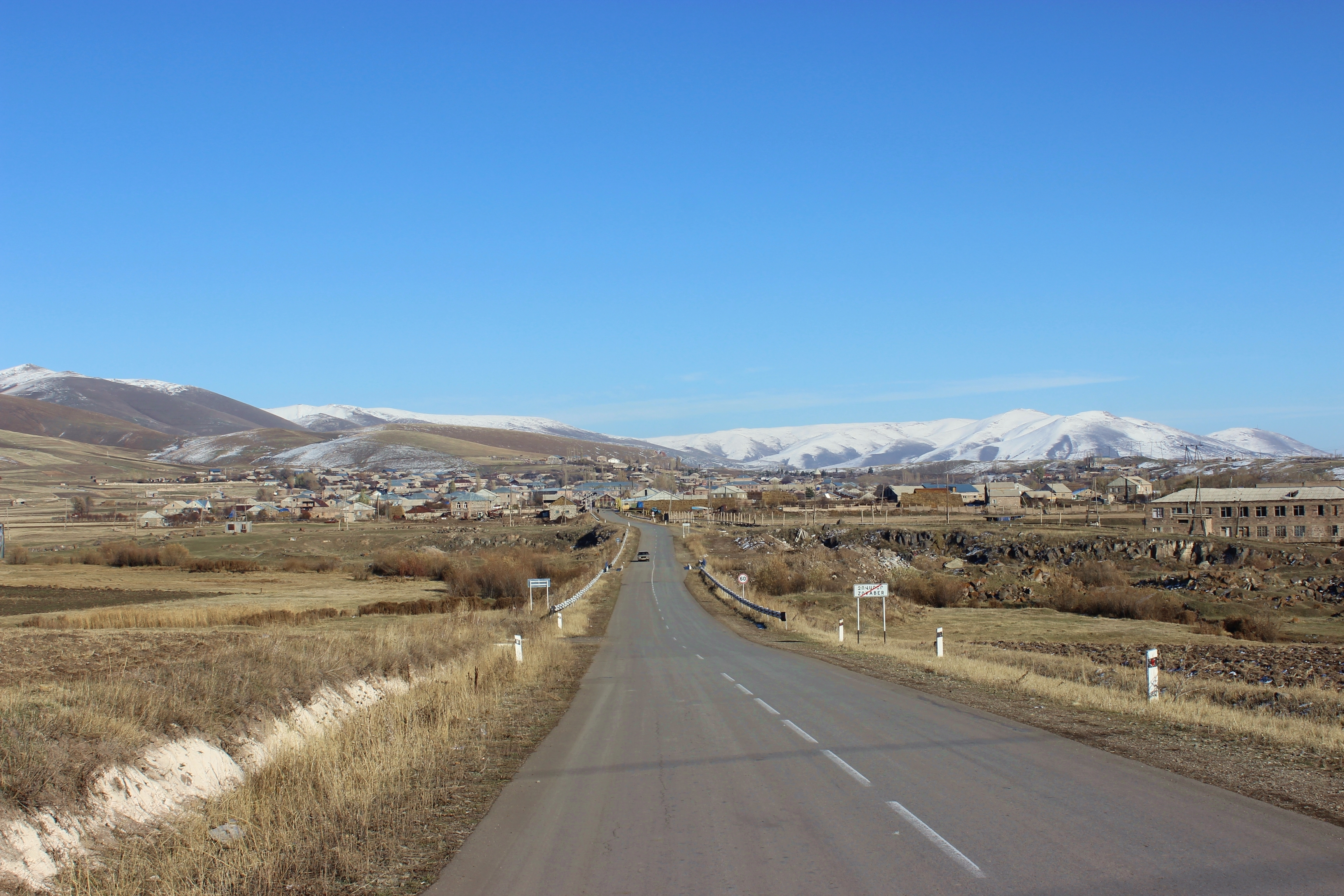
Ddmashen along the road leading from neighboring Zovaber.
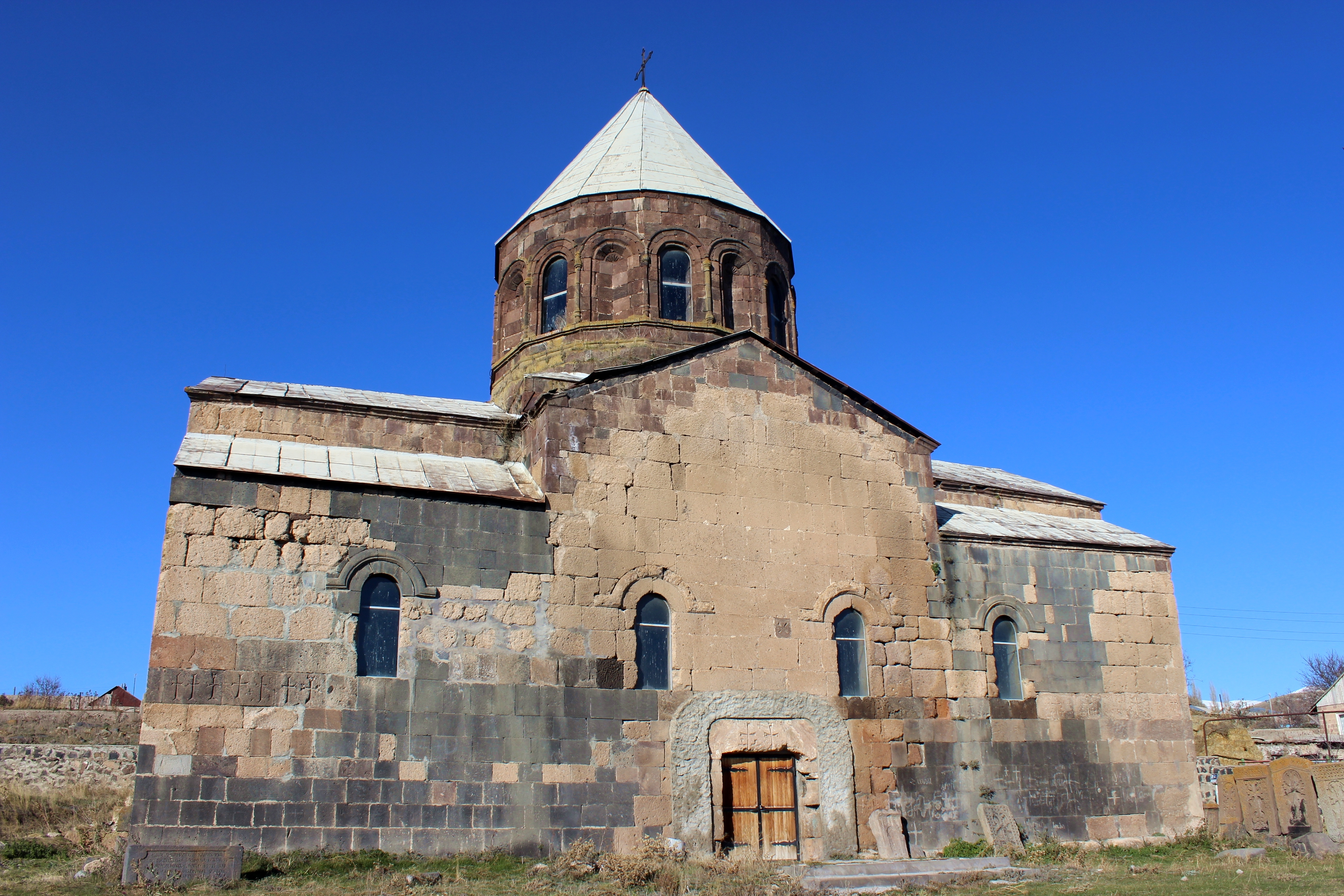
Ddmashen Saint Thaddeus the Apostle Church